# Megaselia cuneata
Megaselia cuneata är en tvåvingeart som beskrevs av Borgmeier 1962. Megaselia cuneata ingår i släktet Megaselia och familjen puckelflugor. Inga underarter finns listade i Catalogue of Life.